# Площадь Неаткарибас
Площадь Не́аткарибас (латыш. Neatkarības laukums — площадь Независимости; до 2018 площадь Е́каба — латыш. Jēkaba laukums, историческое русское название Яковлевская площадь) расположена в Риге, в историческом районе Старый город, между улицами Кришьяня Вальдемара, Торня, Екаба и Ноликтавас.
Площадь занимает территорию в 8474 м².

## История
На месте современной площади при шведском владычестве находился бастион Екаба. В XVIII веке бастион был срыт и на его месте устроена площадь для военных парадов и народных гуляний. Площадь называли Малой Парадной (латыш. Mazais Parādes laukums).
С 1828 по 1832 год в южной части площади был возведён рижский Арсенал.
В 1905 году Г. Куфальдт выполнил план новой площади, дополненный А. Зейдаксом в 1930-е годы.
В 1950 году площадь была переименована в площадь Чернышевского. В 1987 году было возвращено историческое название «площадь Екаба».
В середине 1989 года на площади было решено установить Колонну Победы, однако это не удалось сделать ввиду протестов рижской общественности. В это же время площадь была благоустроена, устроены элегантные газоны, центр площади замощён.
К 100-летию независимости Латвии, 25 октября 2018 года Сейм Латвии переименовал площадь Екаба в площадь Неаткарибас (с латыш. — «площадь Независимости»). Соответствующий закон подписан президентом Латвии 1 ноября 2018 года.

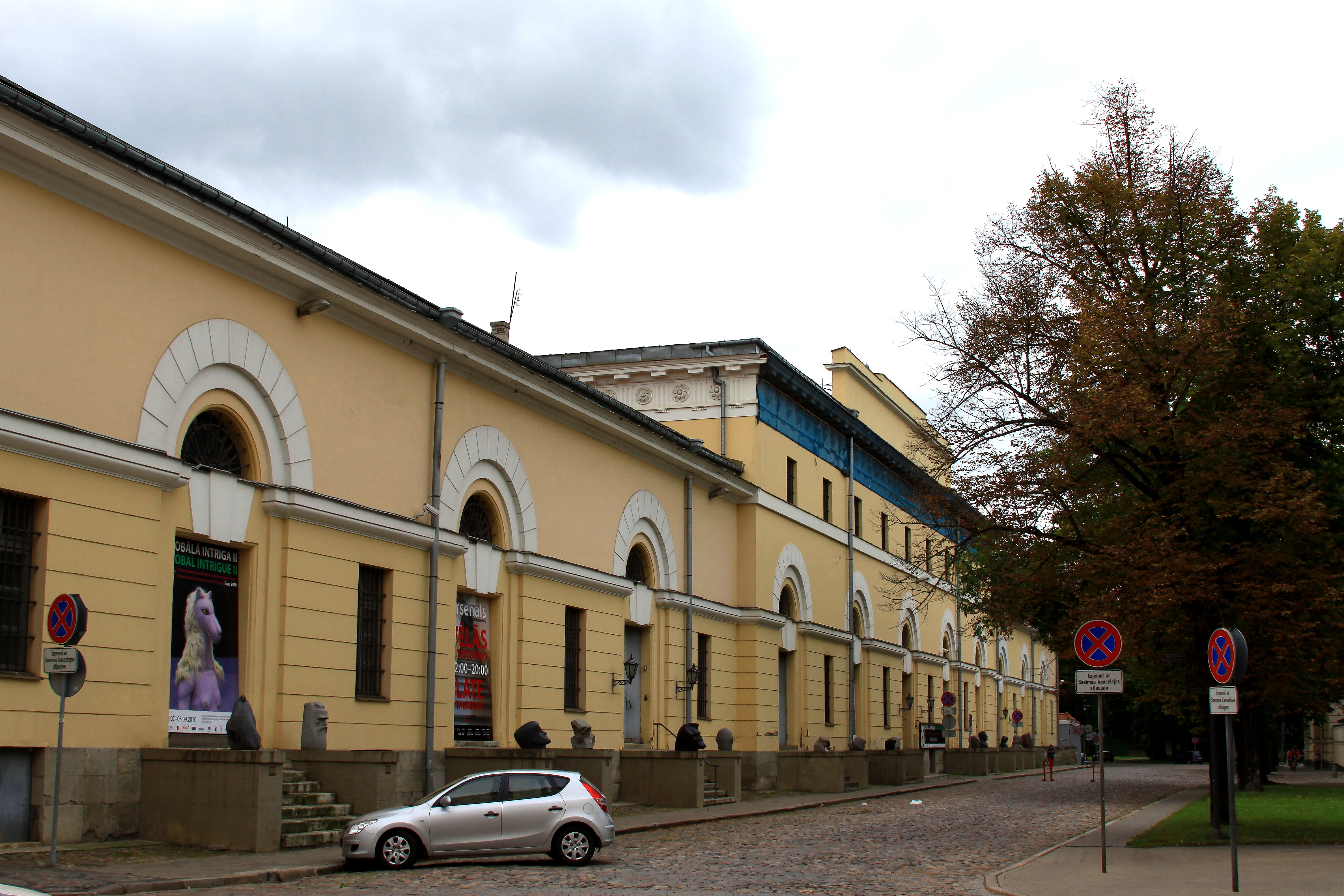
Рижский Арсенал

## Достопримечательности
- Рижский арсенал, ныне — выставочный зал Национального художественного музея.